# V.League 1
V.League 1 je nejvyšší vietnamská fotbalová liga založená roku 1980. Nižší ligou je V.League 2.
Prvními českými fotbalisty ve vietnamské lize byli Petr Sedlák a Tomáš Jakus v roce 2005.

## Přehled vítězů
Zdroj:
| Sezóna    | Vítěz (titul č.)            | 2. místo                    | 3. místo              |
| --------- | --------------------------- | --------------------------- | --------------------- |
| 1980      | Tổng Cục Đường Sắt          | Công An Hà Nội              | Hải Quan              |
| 1981–82   | Câu Lạc Bộ Quân Đội         | Quân Khu Thủ đô             | Công An Hà Nội        |
| 1982–83   | Câu Lạc Bộ Quân Đội (2)     | Hải Quan                    | Cảng Hải Phòng        |
| 1984      | Công An Hà Nội              | Câu Lạc Bộ Quân Đội         | Sở Công Nghiệp        |
| 1985      | Công Nghiệp Hà Nam Ninh     | Sở Công Nghiệp              | Cảng Sài Gòn          |
| 1986      | Cảng Sài Gòn                | Hải Quan                    | Câu Lạc Bộ Quân Đội   |
| 1987–88   | Câu Lạc Bộ Quân Đội (3)     | Công Nhân Quảng Nam Đà Nẵng | An Giang              |
| 1989      | Đồng Tháp                   | Câu Lạc Bộ Quân Đội         | Công An Hà Nội        |
| 1990      | Câu Lạc Bộ Quân Đội (4)     | Công Nhân Quảng Nam Đà Nẵng | Hải Quan              |
| 1991      | Hải Quan                    | Công Nhân Quảng Nam Đà Nẵng | Cảng Sài Gòn          |
| 1992      | Công Nhân Quảng Nam Đà Nẵng | Công An Hải Phòng           | Câu Lạc Bộ Quân Đội   |
| 1993–94   | Cảng Sài Gòn (2)            | Công An Thành Phố           | Câu Lạc Bộ Quân Đội   |
| 1995      | Công An Thành Phố           | Thừa Thiên Huế              | Cảng Sài Gòn          |
| 1996      | Đồng Tháp (2)               | Công An Thành Phố           | Sông Lam Nghệ An      |
| 1997      | Cảng Sài Gòn (3)            | Sông Lam Nghệ An            | Câu Lạc Bộ Quân Đội   |
| 1998      | Câu Lạc Bộ Quân Đội (5)     | Công An Hà Nội FC           | Sông Lam Nghệ An      |
| 1999–2000 | Sông Lam Nghệ An            | Công An Thành Phố           | Công An Hà Nội FC     |
| 2000–01   | Sông Lam Nghệ An (2)        | ĐPM Nam Định FC             | Thể Công              |
| 2001–02   | Cảng Sài Gòn (4)            | Công An Thành Phố           | Sông Lam Nghệ An      |
| 2003      | Hoàng Anh Gia Lai           | Gạch Đồng Tâm Long An       | ĐPM Nam Định FC       |
| 2004      | Hoàng Anh Gia Lai (2)       | ĐPM Nam Định FC             | Gạch Đồng Tâm Long An |
| 2005      | Gạch Đồng Tâm Long An       | SHB Đà Nẵng FC              | Becamex Bình Dương FC |
| 2006      | Gạch Đồng Tâm Long An (2)   | Becamex Bình Dương FC       | Boss Bình Định F.C.   |
| 2007      | Becamex Bình Dương FC       | Gach Đồng Tâm Long An       | Hoàng Anh Gia Lai     |
| 2008      | Becamex Bình Dương FC (2)   | Gạch Đồng Tâm Long An       | Xi Măng Hải Phòng FC  |
| 2009      | SHB Đà Nẵng FC (2)          | Becamex Bình Dương FC       | Sông Lam Nghệ An      |
| 2010      | Hà Nội T&T                  | Hải Phòng F.C.              | Đồng Tháp F.C.        |
| 2011      | Sông Lam Nghệ An (3)        | Hà Nội T&T                  | SHB Đà Nẵng           |
| 2012      | SHB Đà Nẵng (3)             | Hà Nội T&T                  | Sài Gòn Xuân Thành    |
| 2013      | Hà Nội T&T (2)              | Hoàng Anh Gia Lai           | SHB Đà Nẵng           |
| 2014      | Becamex Bình Dương (3)      | Hà Nội T&T                  | Thanh Hóa             |
| 2015      | Becamex Bình Dương (4)      |                             |                       |